# 迷惑防止条例
迷惑防止条例（めいわくぼうしじょうれい、Trouble Prevention Ordinance）とは、公衆に著しく迷惑をかける暴力的不良行為等を防止し、もって住民生活の平穏を保持することを目的とする、日本の条例の総称である。

## 概要
現在では47すべての都道府県および一部市町村に、「迷惑防止条例」あるいは「公衆に著しく迷惑をかける暴力的不良行為等の防止に関する条例」などの名称で定められている。
1962年に東京都で条例が制定され、全国に拡大した。当初は、愚連隊防止条例と呼ばれ、当時社会問題となっていた愚連隊による粗暴行為の防止に重点が置かれていた。現在では、ぐれん隊（愚連隊）による粗暴行為に加えて、ダフ屋行為、痴漢、つきまとい、ピンクビラ配布、押売、盗撮、覗き、客引き、スカウトなども禁じる。これらの違反に対しての罰則は、自治体ごとに定めているため、自治体によって大幅に異なるほか、複数の条例を定めている自治体もある。条例の内容によっては問題になることもある。
迷惑防止条例は親告罪でないため、被害者の告訴がなくても公訴を提起することができる。

## 47都道府県の条例
| 都道府県 | 題名 |
| -------- | --- |
| 北海道   | 北海道迷惑行為防止条例                                                                                                  |
| 青森県   | 青森県迷惑行為等防止条例                                                                                                |
| 秋田県   | 秋田県迷惑行為防止条例                                                                                                  |
| 岩手県   | 公衆に著しく迷惑をかける行為の防止に関する条例                                                                          |
| 宮城県   | 迷惑行為防止条例 宮城県ピンクちらし根絶活動の促進に関する条例                                                           |
| 山形県   | 山形県迷惑行為防止条例                                                                                                  |
| 福島県   | 福島県迷惑行為等防止条例 福島県ピンクビラ等の規制に関する条例                                                           |
| 茨城県   | 茨城県迷惑行為防止条例 茨城県押売等防止条例 茨城県入場券等の不当な売買行為の防止に関する条例                            |
| 栃木県   | 公衆に著しく迷惑をかける暴力的不良行為等の防止に関する条例                                                              |
| 群馬県   | 群馬県迷惑行為防止条例                                                                                                  |
| 埼玉県   | 埼玉県迷惑行為防止条例                                                                                                  |
| 千葉県   | 公衆に著しく迷惑をかける暴力的不良行為等の防止に関する条例 千葉県ピンクビラ等の掲示、頒布、差入れ等の禁止等に関する条例 |
| 東京都   | 公衆に著しく迷惑をかける暴力的不良行為等の防止に関する条例                                                              |
| 神奈川県 | 神奈川県迷惑行為防止条例                                                                                                |
| 新潟県   | 新潟県迷惑行為等防止条例                                                                                                |
| 長野県   | 長野県迷惑行為等防止条例                                                                                                |
| 山梨県   | 山梨県迷惑行為防止条例                                                                                                  |
| 静岡県   | 静岡県迷惑行為等防止条例                                                                                                |
| 愛知県   | 愛知県迷惑行為防止条例                                                                                                  |
| 岐阜県   | 岐阜県迷惑行為防止条例                                                                                                  |
| 富山県   | 富山県迷惑行為等防止条例                                                                                                |
| 石川県   | 石川県迷惑行為等防止条例                                                                                                |
| 福井県   | 福井県迷惑行為等の防止に関する条例                                                                                      |
| 三重県   | 公衆に著しく迷惑をかける暴力的不良行為等の防止に関する条例                                                              |
| 滋賀県   | 滋賀県迷惑行為等防止条例                                                                                                |
| 京都府   | 京都府迷惑行為等防止条例                                                                                                |
| 奈良県   | 公衆に著しく迷惑をかける暴力的不良行為等の防止に関する条例                                                              |
| 大阪府   | 公衆に著しく迷惑をかける暴力的不良行為等の防止に関する条例 行商人の押売防止に関する条例                                 |
| 兵庫県   | 公衆に著しく迷惑をかける暴力的不良行為等の防止に関する条例                                                              |
| 和歌山県 | 公衆に著しく迷惑をかける暴力的不良行為等の防止に関する条例                                                              |
| 岡山県   | 岡山県迷惑行為防止条例                                                                                                  |
| 広島県   | 公衆に著しく迷惑をかける暴力的不良行為等の防止に関する条例                                                              |
| 山口県   | 山口県迷惑行為防止条例 山口県押売等防止条例                                                                             |
| 鳥取県   | 公衆に著しく迷惑をかける暴力的不良行為等の防止に関する条例                                                              |
| 島根県   | 島根県迷惑行為防止条例 押売等の防止に関する条例                                                                         |
| 愛媛県   | 愛媛県迷惑行為防止条例                                                                                                  |
| 香川県   | 香川県迷惑行為等防止条例                                                                                                |
| 高知県   | 高知県公衆に著しく迷惑をかける暴力的不良行為等の防止に関する条例 押売等防止条例                                         |
| 徳島県   | 徳島県迷惑行為防止条例                                                                                                  |
| 福岡県   | 福岡県迷惑行為防止条例 福岡県押売り等防止条例                                                                           |
| 佐賀県   | 佐賀県迷惑行為防止条例                                                                                                  |
| 長崎県   | 長崎県迷惑行為等防止条例                                                                                                |
| 大分県   | 大分県迷惑行為防止条例                                                                                                  |
| 熊本県   | 熊本県迷惑行為等防止条例                                                                                                |
| 宮崎県   | 宮崎県迷惑行為防止条例 押売等防止条例                                                                                   |
| 鹿児島県 | 公衆に不安等を覚えさせる行為の防止に関する条例                                                                          |
| 沖縄県   | 沖縄県迷惑行為防止条例                                                                                                  |